# Pfaffroda
Pfaffroda è una frazione del comune di Olbernhau in Sassonia, in Germania.
Appartiene al circondario dei Monti Metalliferi (targa ERZ).

## Storia
Il 1º gennaio 1999 al comune di Pfaffroda bei Sayda vennero aggregati i comuni di Dörnthal e Hallbach; contemporaneamente il comune prese la nuova denominazione di «Pfaffroda».
Dal 1º gennaio 2017 il comune è stato soppresso ed è entrato a far parte del comune di Olbernhau.